# Priceomyces carsonii
Priceomyces carsonii är en svampart som först beskrevs av Phaff & Knapp, och fick sitt nu gällande namn av M. Suzuki & Kurtzman 20 10. Priceomyces carsonii ingår i släktet Priceomyces och familjen Debaryomycetaceae.   Inga underarter finns listade i Catalogue of Life.